# Баллардини, Давиде
Давиде Баллардини (итал. Davide Ballardini; род. 6 января 1964, Равенна, Эмилия-Романья) — итальянский футбольный тренер.

## Карьера
Давиде Баллардини провёл 7 лет в клубе «Чезена», выступая в первой команде под руководством Освальдо Баньоли и в молодёжной под руководством Арриго Сакки. Этих двух тренеров впоследствии Баллардини назвал своими наставниками. А сам Давиде оценивался специалистами, как человек футбольного менталитета и стиля игры, близкого к футболу Сакки.
Тренерскую карьеру Давиде начал в клубах «Чезена» и «Равенна», где он тренировал молодёжь. Затем работал в молодёжном (до 19 лет) составе «Милана» и «Пармы», с которой выиграл чемпионат Италии до 18 лет и дошёл до полуфинала чемпионата страны до 20 лет. 1 сентября 2004 года Баллардини стал главным тренером клуба серии С1 «Самбенедеттезе», с которым занял 4 место в чемпионате и участвовал в матчах плей-офф на выход в серию В с «Наполи», где, однако, проиграл. Перед третьим туром сезона 2005/06 Давиде был назначен главным тренером «Кальяри», но уже 11 ноября, после 9 тура был уволен, не выиграв за этот период с клубом ни одной игры. Его заменил Недо Сонетти.
1 июля 2006 года Баллардини стал главным тренером «Пескары», но проработал лишь до октября, после чего был уволен. Причиной увольнения тренера стали неудачные результаты команды, из 6 игр проигравшей три и три сведшей вничью. 27 декабря 2007 года Давиде возглавил «Кальяри», заменив Сонетти, который за два года до этого сменил его на пост тренера этого же клуба. Под его руководством клуб значительно улучшил свои турнирные результаты, набрав 32 очка за 21 неделю управления им командой и спас клуб от вылета во второй дивизион. Несмотря на удачные результаты, Баллардини не смог договориться о продлении контракта с президентом «Кальяри», Массимо Челлино, и 28 мая остался без команды.
4 сентября 2008 года Давиде сменил Стефано Колантуоно на посту главного тренера клуба «Палермо», подписав однолетний контракт. В первой же игре команда Баллардини победила 3:1 «Рому», а 5 октября со счётом 2:1 был повержен «Ювентус»; результат матча с «Юве», достигнутый на чужом поле, стал первой победой «Палермо» над «Ювентусом» в Турине за 47 лет. Уже 7 октября Маурицио Дзампарини объявил, что контракт клуба с Баллардини продлевается на 2 года. В мае 2009 года начали «ходить» слухи о возможности Давиде покинуть клуб по окончании года. 30 мая Баллардини объявил, что тренер и президент клуба не достигли взаимопонимания. Позже Дзампарини сказал, что Баллардини считал себя свободным от каждого договорного обязательства с Маурицио. Уже 5 июня у «Палермо» появился новый главный тренер — Вальтер Дзенга. Несмотря на увольнение, Давиде ещё в течение двух лет получал заработную плату в клубе, согласно действовавшему контракту.
15 июня 2009 года Баллардини был назначен главным тренером «Лацио», подписав контракт на 2 сезона с заработной платой в 750 тыс. евро в год. В дебютном матче сезона, 8 августа с «Интернационале», Баллардини выиграл свой первый трофей в карьере — Суперкубок Италии. В первой половине сезоне «лациале» набрали лишь 13 очков в 15 матчах и вылетели из розыгрыша Лиги Европы, что вызвало негодование у тиффози клуба. 10 февраля 2010 года, после серии из 3 поражений, Давиде был уволен, уступив место наставника команды Эдоардо Рейе. Наставник оставил клуб на 3 месте с конца в серии А.
8 ноября 2010 года Баллардини стал главным тренером клуба «Дженоа», заменив на этом посту Джанпьеро Гасперини. 10 ноября в своём первом матче с Давиде во главе «Дженоа» одержал победу над «Болоньей». 26 мая 2011 года наставник был уволен со своего поста, его должность занял Альберто Малезани.
9 ноября 2011 года Баллардини возглавил клуб «Кальяри». Сменил на этом посту Массимо Фиккаденти. 11 марта 2012 года был уволен с поста тренера «Кальяри» за низкие результаты команды (17-е место после 27-го тура чемпионата Италии 2011/12). Преемником Баллардини стал Массимо Фиккаденти.
21 января 2013 года назначен главным тренером клуба «Дженоа».
8 января 2014 года назначен главным тренером «Болоньи». Контракт подписан до 30 июня 2014 года. Сменил на этом посту Стефано Пиоли.
10 ноября 2015 года назначен главным тренером «Палермо». Контракт подписан до 30 июня 2016 года. Сменил на этом посту Джузеппе Якини. 11 января 2016 года был уволен после назначения на его место аргентинца Гильермо Барроса Скелотто. Под руководством Баллардини «Палермо» провело 7 туров в итальянском чемпионате 2015/16 (2 победы, 1 ничья, 4 поражения) и занимало 16-е место после 19-го тура. 21 января 2016 года «Палермо» официально расторг контракт с Баллардини. 11 апреля 2016 года возвращён на своё прежнее место работы. 6 сентября 2016 года, спустя 2 тура сезона 2016/17 снова покинул пост в «Палермо».
6 ноября 2017 года Баллардини назначен главным тренером клуба «Дженоа». 1 мая 2018 года продлил контракт с «Дженоа» до 30 июня 2019 года. 9 октября 2018 года отправлен в отставку через 2 дня после поражения «Дженоа» в домашнем матче 8-го тура серии A 2018/19 против «Пармы» (1:3).
21 декабря 2020 года Баллардини в очередной раз стал главным тренером «Дженоа», подписав контракт до конца сезона 2020/21. 6 ноября 2021 года вновь отправлен в отставку.
15 января 2023 года назначен главным тренером «Кремонезе». Контракт подписан до 30 июня 2024 года.

## Личная жизнь
У Баллардини есть три сына, все они стали профессиональными футболистами — Лео Натале (род. 1990), Элия (род. 1991) и Эрик (род. 1995).

## Достижения
- Обладатель Суперкубка Италии: 2009